# 曹志 (1928年)
曹志（1928年5月—2020年7月1日），山东安丘人，中国共产党、中华人民共和国政治人物，原副国级领导人。曾任第九届全国人大常委会副委员长。

## 生平
1947年7月加入中国共产党。1978年至1983年任中共中央组织部研究室主任。1983年至1987年任中共中央组织部副部长。1987年至1988年任中共中央书记处研究室副主任。1988年4月至1993年3月任第七届全国人大常委会常务副秘书长（其间1990年4月被补选为第七届全国人大常委会委员）。1993年3月当选为第八届全国人大常委会秘书长，后任中央社会治安综合治理委员会副主任。1995年1月当选为中国人大制度新闻协会名誉会长。1998年3月，第九届全国人大第一次会议上，他当选全国人民代表大会常务委员会副委员长。1998年5月任中央社会治安综合治理委员会副主任。1997年作为中国政府代表团成员参加香港回归政权交接仪式。